# Globigerina
Globigerina är ett släkte av Foraminiferer av familjen Globigerinidæ med kalkskal genomborrat av grova kanaler, genom vilka skenfötter kan utsträckas.
Kamrarna är klotformiga, ordnade oregelbundet eller i tydlig spiral. Globigerina lever planktoniskt i havet, mestadels i ytvattnet. De döda skalen sjunker till botten och bildar där avlagringar av stor betydelse.
Globigerina uppträdde första gången redan under äldre trias.